# Яанімяе (Меремяе)
Яанімяе (ест. Jaanimäe) — село в Естонії, входить до складу волості Меремяе, повіту Вирумаа.